# Joanne Herring
Joanne Herring (Houston, 3 de julio de 1929) es una activista política ultraconservadora y empresaria estadounidense.

## Biografía
Se crio en River Oaks, barrio de la alta sociedad de Houston. Herring tuvo un papel activo en los años 1980, cuando era cónsul general de Pakistan en Texas, en que su país se involucrara en la guerra de Afganistán. Herring ayudó al político tejano Charlie Wilson a persuadir a la administración Carter de que entrenara y armara a los muyahidines afganos para que pudieran luchar contra las tropas soviéticas que invadían Afganistán; fue la llamada operación Ciclón.
Estos hechos se reflejan en la película La guerra de Charlie Wilson, en la que Julia Roberts interpreta a Joanne Herring.